# Moara (gmina)
Moara – gmina w Rumunii, w okręgu Suczawa. Obejmuje miejscowości Bulaj, Frumoasa, Groapa Vlădichii, Liteni, Moara Carp, Moara Nica, Vornicenii Mari i Vornicenii Mici. W 2011 roku liczyła 4384 mieszkańców.